# Вагранщик
Вагра́нщик — специализированный рабочий литейного производства, обслуживающий небольшие металлургические и доменные печи.

## Профессиональные функции
Профессиональные функции вагранщиков просты, но ответственны и в основном включают в себя выполнение тяжёлого физического, ручного труда. К профессиональным функциям вагранщиков относятся:
- розжиг вагранки (металлургической печи);
- управление процессами горения топлива печи (кокс, уголь, газ, жидкое топливо) и подача нужного объёма воздуха);
- загрузка топлива и шихты;
- выпуск расплавленного металла в литейные формы.

## Профессиональный инструмент и оборудование
- Печь: коксовая, газовая или коксогазовая вагранка.
- Тигли и изложницы.
- Кувалды.
- Специализированные ломы, лопаты, кайло.

## Профессиональные заболевания
вегетативно-сенсорная полиневропатия верхних конечностей